# Chi Hu
Chi Hu är en sjö i Kina. Den ligger i provinsen Jiangxi, i den sydöstra delen av landet, omkring 120 kilometer norr om provinshuvudstaden Nanchang. Chi Hu ligger 12 meter över havet. Arean är 37 kvadratkilometer. Den sträcker sig 10,8 kilometer i nord-sydlig riktning, och 10,4 kilometer i öst-västlig riktning.
Genomsnittlig årsnederbörd är 2 073 millimeter. Den regnigaste månaden är maj, med i genomsnitt 328 mm nederbörd, och den torraste är januari, med 59 mm nederbörd.